# SS Cameronia

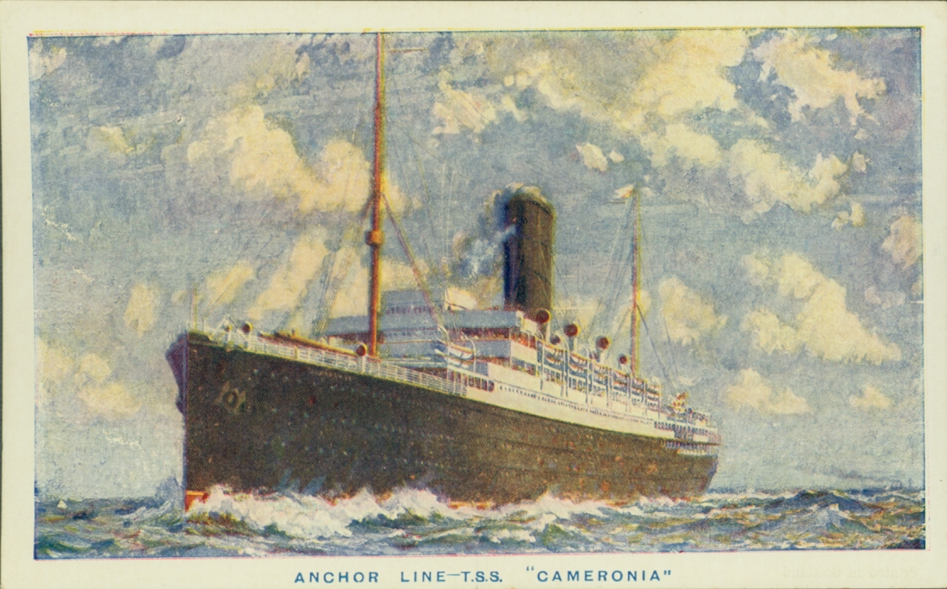
Le Cameronia

Le SS Cameronia était un paquebot construit en 1919 par William Beardmore and Company de Glasgow pour l’Anchor Line sous pavillon anglais.
Il déplace 16 250 tonnes et mesure 176,3 m de long sur 21,3 m de large. Ses turbines à réducteur entraînent deux hélices et lui donne une vitesse de croisière de 16,5 nœuds. 
Réquisitionné comme transport de troupes pendant la Seconde Guerre mondiale, il prit le nom d’Empire Clyde. Il embarqua le RMLE/EO devenu 2e REI pour l’Extrême-Orient, dans les premiers jours de janvier 1946.
Il fut démantelé en 1957 à Newport au Pays de Galles.